# Silt

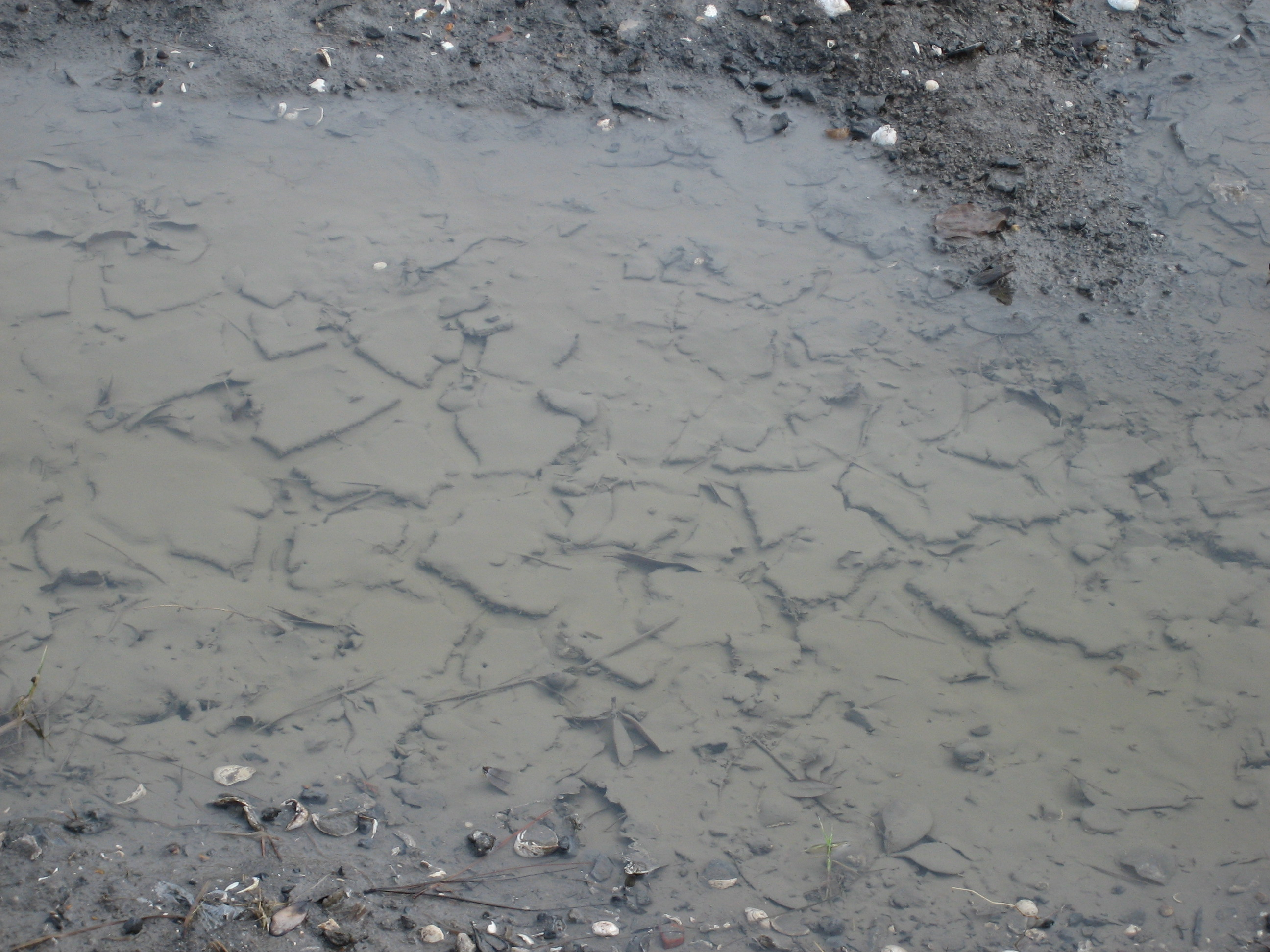
Silt och vatten i New Orleans efter orkanen Katrina.

Silt är en finkornig jordart som har kornstorlek från 0,002–0,063 mm. Äldre svenska benämningar för silt är mjäla (0,002–0,02 mm) och finmo (0,02–0,06 mm). 
I USA finns tre olika definitioner av silt:
| ASTM | American Standard of Testing Materials | 0,074mm (200 mesh) - 0,005 mm |
| USDA |                                        | 0,05 - 0,002 mm               |
| ISSS | International Society of Soil Science  | 0,02 - 0,002 mm               |

## Kännetecken
Silt kan i vått tillstånd kännas igen om man rullar ihop fuktat material till en boll och skakar på det. Om det då bildas vatten på ytan är det silt (skakprov). Utrullningsprov är en annan metod. 

## Fysikaliska egenskaper
Silten benämns även flytjord eftersom den helt förlorar sin hållfasthet när den mättas med vatten. Ravinbildning är vanligt förekommande i siltområden. I torrt tillstånd kan materialet cementera genom negativa portryck och kan då bilda höga och mycket branta slänter, som i Norrland kallas nipor.
Silt är tjälfarlig på grund av att den har stor kapillaritet och en permeabilitet i rätt intervall.

## Bildning och förekomst

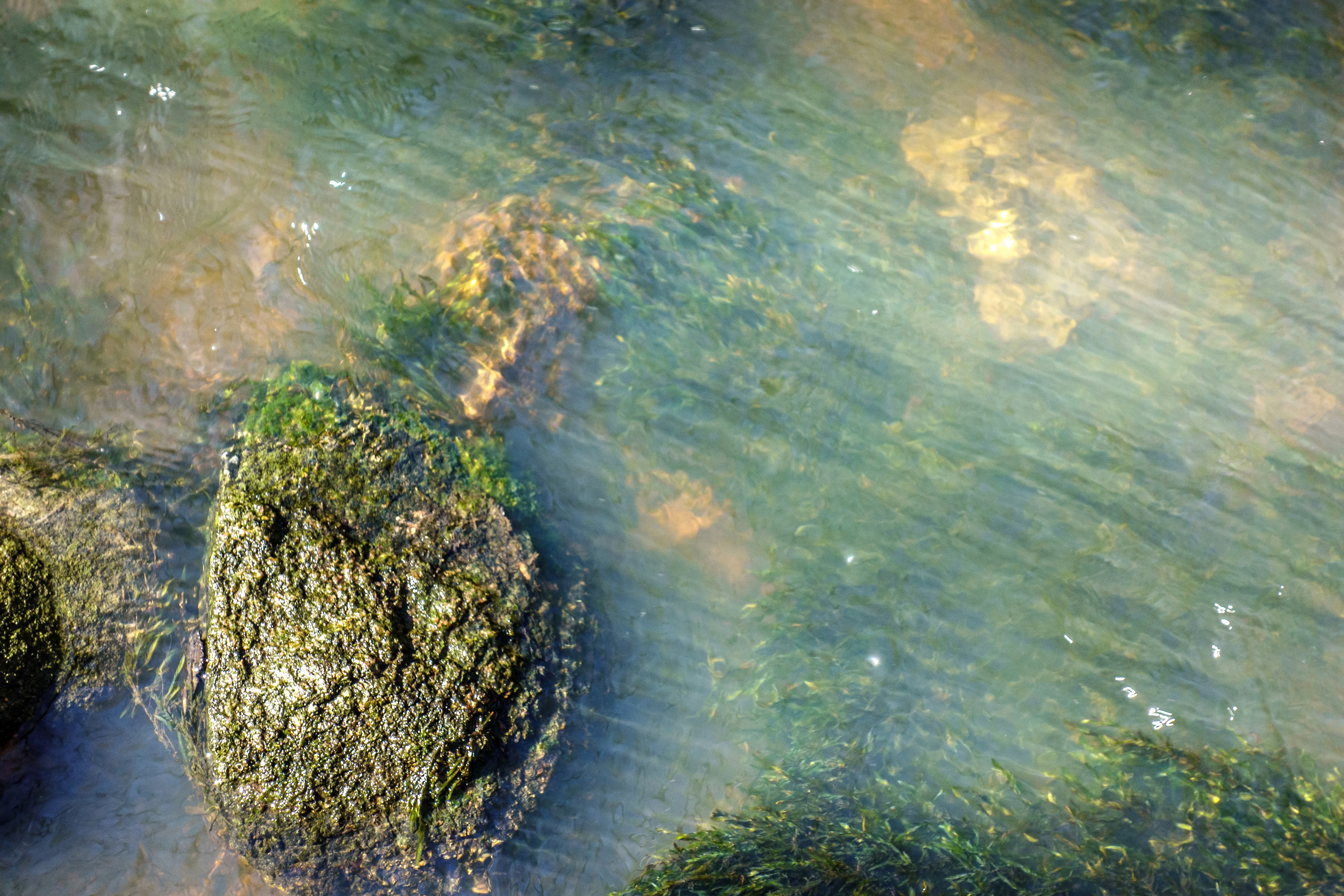
En bäck transporterar silt från fälten i Brastad ner mot Brofjorden.

Siltjordar bildas i långsamt strömmande vatten eller i vissa fall genom vindtransport.
Siltjordar förekommer bland annat i Norrlands älvdalar under högsta kustlinjen, och i Säterdalen i Dalarna. De avsätts i långsamt strömmande vatten, jämför ordet försiltning, som ofta används i betydelsen uppgrundning. Silt uppträder också som en beståndsdel i moräner.
Vindtransport av silt bildar på en del håll i världen, exempelvis i Kina, så kallade lössjordar.